# Sciades cebuensis
Sciades cebuensis är en skalbaggsart som först beskrevs av Stefan von Breuning 1957.  Sciades cebuensis ingår i släktet Sciades och familjen långhorningar.
Artens utbredningsområde är Filippinerna. Inga underarter finns listade i Catalogue of Life.